# Wiener (cráter)

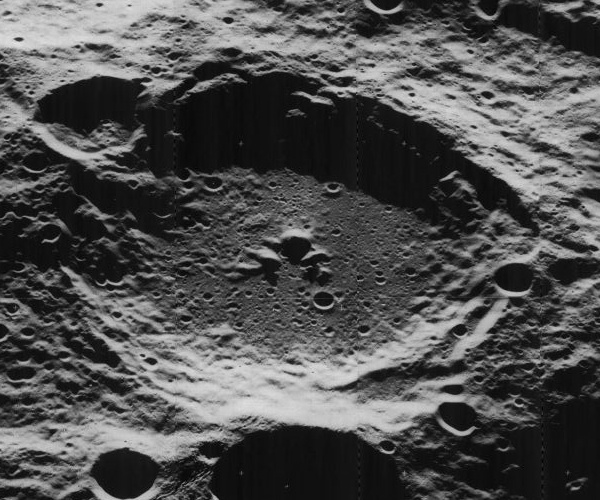
Vista oblicua tomada desde el Lunar Orbiter 5, mirando al oeste

Wiener es un cráter de impacto que se encuentra en la cara oculta de la Luna, justo al suroeste del cráter Campbell, de mayor tamaño. Al suroeste de Wiener se halla el cráter fuertemente desgastado Kurchatov. Al este, junto al borde de Campbell, yace Von Neumann. El cráter más pequeño Pawsey se localiza al norte-noroeste, y está parcialmente cubierto por la muralla exterior de Wiener.
La mitad noroeste del brocal del cráter está bien formada, aunque con algunos desplomes y aterrazamientos en las paredes internas. Presenta una protrusión hacia el exterior en el borde del lado norte, junto a Pawsey. La parte sur del cráter es más irregular, con una pared interior más ancha y desigual y un perímetro de perfil mal definido. El borde cubre aproximadamente la mitad del cráter satélite Wiener K, que se encuentra muy desgastado, en el sur-sureste. El cráter satélite más pequeño Wiener Q se halla en el borde suroeste, y el relativamente reciente y en forma de polígono Wiener F aparece adosado al borde oriental.
Dentro del cráter, gran parte del suelo interior es relativamente plano, con un grupo de pequeñas crestas que forman la estructura del pico central cerca del punto medio. Un cratercillo se encuentra al este-noreste de estas crestas, con otros pequeños impactos cercanos a la pared interna del lado sudoeste.
|  |  |

## Cráteres satélite
Por convención estos elementos son identificados en los mapas lunares poniendo la letra en el lado del punto medio del cráter que está más cercano a Wiener.
|        | \| Wiener \| Coordenadas \| Diámetro \| \| ------ \| ------------------------------ \| -------- \| \| F \| 41°12′N 150°00′E / 41.2, 150.0 \| 47 km \| \| H \| 39°48′N 149°54′E / 39.8, 149.9 \| 17 km \| \| K \| 39°18′N 147°48′E / 39.3, 147.8 \| 101 km \| \| Q \| 39°30′N 145°00′E / 39.5, 145.0 \| 30 km \| |          |
| Wiener | Coordenadas | Diámetro |
| F      | 41°12′N 150°00′E / 41.2, 150.0 | 47 km    |
| H      | 39°48′N 149°54′E / 39.8, 149.9 | 17 km    |
| K      | 39°18′N 147°48′E / 39.3, 147.8 | 101 km   |
| Q      | 39°30′N 145°00′E / 39.5, 145.0 | 30 km    |